# Villa Adriana
Villa Adriana hay còn được gọi là Villa Hadrian là một khu phức hợp khảo cổ học La Mã lớn nằm tại Tivoli, vùng Lazio, Ý. Dinh thự được xây dựng dưới thời Hadrian vào thế kỷ 2 là một di sản kiến trúc độc đáo kết hợp của La Mã, Ai Cập và Hy Lạp. Hiện nay nó là một Di sản thế giới của UNESCO từ năm 1999, một tài sản của Cộng hòa Ý

## Lịch sử
Dinh thự được xây dựng tại tại Tibur, ngày nay là Tivoli để rời khỏi Rome trong thập niên thứ 2-3 của thế kỷ thứ 2. Ông được cho là không thích cung điện trên đồi Palatine Hill ở Rome. Theo truyền thống, hoàng đế La Mã đã xây dựng một dinh thự như một nơi để thư giãn trong cuộc sống hàng ngày. Các hoàng đế La Mã với sự giàu có, như Trajan cũng đã xây dựng các dinh thự cho riêng mình. Nhiều dinh thự còn có cả các trang trại nhỏ và không cần phải mua lương thực thực phẩm.
Phong cảnh đẹp như tranh vẽ xung quanh Tibur đã khiến khu vực này trở thành một lựa chọn phổ biến cho các dinh thự sống ẩn dật ở nông thôn. Nó đã nổi tiếng với những người từ bán đảo Tây Ban Nha là cư dân ở thành phố Rome. Điều này có thể đã góp phần vào lựa chọn của Hadrian. Mặc dù sinh ra ở Rome, cha mẹ ông đến từ Tây Ban Nha và ông có thể đã quen thuộc với khu vực này trong suốt quãng đầu đời của mình.
Cũng có thể là có một mối liên hệ thông qua người vợ của Hadrian là Vibia Sabina, cháu gái của Hoàng đế Trajan. Gia đình của Sabina nắm giữ những vùng đất rộng lớn và theo suy đoán, tài sản của Tibur có thể là một trong số đó. Một dinh thự từ thời Cộng hòa là nền tảng cho việc thành lập Villa Adriana.

## Mô tả
Công trình kiến trúc này rộng tới 120 ha, nằm trên sườn đồi Tiburtine, được xây dựng vào năm 118 đến năm 138. Đây là biểu tượng của quyền lực ở Rome lúc bấy giờ, chủ sở hữu là Vibia Sabina, vợ của hoàng để Hadrian. Nhưng sau khi vị hoàng đế này qua đời, nơi đây đã bị cướp bóc và bỏ hoang.
Đến tận thế kỷ 16, khi hồng y Ippolito II d'Este xây dựng dinh thự Villa d'Este, một cuộc khai quật nhằm tìm kiếm những tác phẩm nghệ thuật có giá trị ở Villa Adriana nhằm trang trí cho dinh thự mới được thực hiện. Dù vậy, kiến trúc của dinh thự Villa Adriana vẫn còn nguyên cấu trúc.
Di sản này là một chuỗi phức hợp các công trình bao gồm 4 nhóm:
- Nhóm đầu tiên là các công trình Hy Lạp bao gồm: đền thờ Aphrodite Cnidi và nhà hát Hy Lạp là một cấu trúc bán nguyệt lớn Exedra.
- Nhóm thứ hai là các công trình chính bao gồm nhà hát cấu trúc tròn đường kính 43 m với những cột đá cẩm thạch và chuỗi thư viện, tòa án mang kiến trúc của Hy Lạp và Ai Cập.
- Nhóm thứ ba bao gồm sân vận động, Pecile, Canopus, Serapeum và Cento Camerelle là các hồ bơi, kênh đào, tòa nhà triết học.
- Nhóm cuối cùng là các tòa nhà phức hợp ngầm dưới lòng đất bao gồm các phòng trưng bày, truyền thông, lưu trữ... trên mặt đất là một số tòa nhà được xây dựng từ thế kỷ 18.

Công trình là kiệt tác phức hợp của các nền văn hóa Địa Trung Hải thời cổ đại, đồng thời đóng vai trò quan trọng trong kiến trúc thời Phục Hưng và kiến trúc Baroque, ảnh hưởng tới kiến trúc tới tận sau này.
Năm 1999, UNESCO đã đưa dinh thự Villa Adriana vào danh sách di sản thế giới.